# Francobolli della Città del Vaticano
I francobolli della Città del Vaticano sono tutti i francobolli, cartoline e aerogrammi prodotti e validi nella Città del Vaticano. Tutte le emissioni vaticane sono sancite da "Ordinanze", pubblicate sulle Acta Apostolicae Sedis (la gazzetta ufficiale della Santa Sede) e sia le ordinanze sia le Acta sono interamente affrancati e bollati 1º giorno.

## Storia
Con la conquista italiana di Roma del settembre 1870 la Santa Sede manteneva la qualifica di potenza sovrana ma non aveva più una espressione territoriale: il Regno d'Italia garantiva al Papa alcuni privilegi sovrani tra cui la franchigia postale illimitata.
Grazie ai Patti Lateranensi firmati con il Regno d'Italia l'11 febbraio 1929 la Santa Sede riebbe un suo territorio e dal 1º agosto 1929 entrò in vigore anche la convenzione postale per il servizio delle corrispondenze e dei vaglia (quello dei pacchi iniziò il 1º luglio 1930) che prevedeva per l'ufficio postale vaticano la stessa normativa postale italiana ma tariffe con l'Italia, le colonie, San Marino più elevate di quelle interne italiane e l'impiego di speciali carte-valori vaticane.
Fino al 1938 le eventuali sopratasse aeree dovevano essere rappresentate con francobolli italiani. Dal dicembre 1948 per vaglia e dall'agosto 1951 per corrispondenze e pacchi furono introdotte le tariffe interne italiane estese dal 25 marzo 1975 anche alle lettere in Svizzera per favorire le guardie del piccolo Stato.

## Emissioni
Emissioni di papa Pio XI 
- 1929
  - 01 agosto - Serie della "Conciliazione" composta da 13 francobolli raffiguranti lo stemma pontificio o l'effigie di Pio XI e da due Espressi, stampata in rotocalco, dentellatura 14 con validità fino al 31.12.1933
- 1931
  - 01 ottobre - Francobollo conosciuto come "Il Giallino" nasce dalla sovrastampa del valore di 25 centesimi della serie "Conciliazione" emessa nel 1929 con un nuovo valore di 30 cent. Validità postale fino al 28.02.1947
  - 01 ottobre - Prima emissione di Segnatasse - francobolli del 1929 soprastampati termine di validità 31.07.1943

| Immagine          | Colore               | Valore                |
| ----------------- | -------------------- | --------------------- |
| Stemma pontificio | Bruno su rosa        | 5 cent.               |
| Stemma pontificio | Verde scuro su verde | 10 cent.              |
| Stemma pontificio | Violetto su lilla    | 20 cent.              |
| Stemma pontificio | Nero su giallo       | 40 cent. su 30 cent.  |
| Effigie di PIO XI | Bruno                | 60 cent. su 2 lire    |
| Effigie di PIO XI | Vermiglio            | 1,10 cent. su 2,50 L. |

- - 01 ottobre - Pacchi Postali - Serie della " Conciliazione" con i due Espressi, emessa nel 1929, soprastampata " Per Pacchi", validità 31.07.1943
- 1933
  - 01 aprile - Per il secondo Giubileo di Pio XI viene emessa una serie di 4 francobolli denominata "Anno Santo", a differenza della precedente emissione la stampa è in calcografia, dentellatura 12¾ x 13¼ tiratura 1.000.000 pezzi con validità 31.12.1934
  - 31 maggio - Serie "Giardini e Medaglioni, composta da 16 valori e due Espressi, stampata in calcografia, viene introdotta la carta filigranata "Chiavi Incrociate", dentellatura 14, la validità ai fini postali della serie è diversa per i singoli valori, la maggior parte ha validità 28.02.1947, il 5 cent., 1 Lira e 2,75 lire hanno validità fino al 31.12.1940.
- 1934
  - 16[1] giugno - "Provvisoria", francobolli del 1929 sovrastampati con nuovi valori, ne sono state effettuate due tirature (16.06.1934 - 19.06.1937 senza il 40 cent.) con stampa tipografica tramite caratteri mobili con piccole differenze tra le due tirature (diversa spaziatura tra i caratteri, caratteri "5" di tipo diverso), per riutilizzare i tagli già emessi ma non corrispondenti più a nessuna tariffa. Validità 31.12.1940.

| Immagine | Colore         | Vecchio valore | Nuovo valore soprastampato | Differenze tra la tiratura del 1934 e quella del 1937                            |
| --- | -------------- | -------------- | -------------------------- | -------------------------------------------------------------------------------- |
| Effigie di PIO XI | Rosso carminio | 80 cent.       | ≡40≡                       | emesso solo nel 1934                                                             |
| Effigie di PIO XI | Azzurro        | 1,25 Lire      | ≡1,30≡                     | 1934 mm 1,5 tra la cifra 1 e le sbarrette i sinistra 1937 la distanza è di mm 1  |
| Effigie di PIO XI | Bruno          | 2 Lire         | ≡2,05≡                     | 1934 larghezza totale della sovrastampa mm 15.5 1937 larghezza totale 16 mm      |
| Effigie di PIO XI | Arancione      | 2,50 Lire      | ≡2,55≡                     | 1934 mm 1,75 tra la cifra 2 e la cifra 5 1937 mm 2,25                            |
| Effigie di PIO XI | Verde          | 5 Lire         | ≡3,05≡                     | 1934 mm 1 tra la cifra 3 e le sbarrette di sinistra 1937 la distanza è di mm 0,5 |
| Effigie di PIO XI | Nero oliva     | 10 Lire        | ≡3,70≡                     | 1934 mm 1 tra la cifra 3 e le sbarrette di sinistra 1937 la distanza è di mm 0.5 |
| Sono stati utilizzati 3 tipi di carattere "5" durante la tiratura del 1934 per la composizione del foglio da 2,55, pertanto nelle sovrastampe si possono avere cinque diverse combinazioni. |                |                |                            |                                                                                  |

- 1935
  - 01 febbraio - "Congresso Giuridico Internazionale", serie commemorativa dell'evento tenutosi a Roma nel 1934, composta da 6 valori, stampa in rotocalco, dentellatura 14, validità 31.12.1940.
- 1936
  - 20 giugno - " Esposizione mondiale della Stampa Cattolica" , serie composta da 8 valori, stampa in rotocalco dentellatura 14, validità 31.05.1943
- 1938
  - 22 giugno - Prima emissione di Posta Aerea, "Soggetti Vari", serie di 8 valori, stampa in calcografia, dentellatura 14, filigrana "Chiavi Incrociate", Validità 28.02.1947
- 12 ottobre - "6º Congresso internazionale di Archeologia Cristiana", serie di 6 valori stampati in rotocalco, validità 31.12.1940

|  | 18 febbraio 1939 - Con la morte di papa Pio XI viene emessa per la prima volta una serie di francobolli denominata "Sede vacante", vengono soprastampati di 7 valori della prima emissione del 1929 (5 cent., 10 cent., 20 cent., 25 cent., 30 cent., 50 cent., 75 cent.) con la scritta "SEDE VACANTE MCMXXXIX", tiratura 155100 pezzi, validità 02.03.1939 |

 Emissioni di papa Pio XII 
 Emissioni di papa Giovanni XXIII 
 Emissioni di papa Paolo VI 
 Emissioni di papa Giovanni Paolo I 
Durante il breve pontificato di papa Albino Luciani (26 agosto - 28 settembre 1978) non furono emessi ne francobolli ne monete.
Papa Wojtyla per ricordare il predecessore fece emettere quattro francobolli commemorativi con una tiratura di 1.450.000 pezzi per l'11 settembre 1978 rispettivamente da:
- Lire 70 seduto in trono;
- Lire 120 sorridente;
- Lire 250 nei Giardini Vaticani;
- Lire 350 benedicente;

 Emissioni di papa Giovanni Paolo II 
 Emissioni di papa Benedetto XVI 
 Emissioni di papa Francesco